# Lijst van media-spin-offs
Onderstaande is een lijst van media-spin-offs.

## Spin-offs van computerspellen
- Age of Mythology is ontstaan uit Age of Empires
- Animal Crossing: amiibo Festival, Animal Crossing: Happy Home Designer en Animal Crossing: Pocket Camp zijn ontstaan uit de Animal Crossing-serie
- Assassin's Creed Chronicles is ontstaan uit Assassin's Creed
- Bad Piggies is ontstaan uit Angry Birds
- Command & Conquer: Tiberium Alliances, Command & Conquer: Sole Survivor en Command & Conquer: Renegade zijn ontstaan uit Command & Conquer
- DOOM VFR is ontstaan uit Doom
- Hyrule Warriors is ontstaan uit The Legend of Zelda en Dynasty Warriors
- Fire Emblem Heroes is ontstaan uit Fire Emblem
- Fire Emblem Warriors is ontstaan uit Fire Emblem en Dynasty Warriors
- Onder andere Mario Kart, Mario Party, Dr. Mario, Mario's Picross, Mario Tennis, Mario Golf, Mario Baseball, Mario Strikers, Mario vs. Donkey Kong, Mario & Sonic en Mario & Luigi zijn ontstaan uit Super Mario Bros.
- Onder andere Pokémon Ranger, Pokémon Conquest, Pokémon Mystery Dungeon, Pokémon Snap, Hey You, Pikachu! en Pokkén Tournament zijn ontstaan uit Pokémon
- Steel Diver: Sub Wars is ontstaan uit Steel Diver

## Spin-offs van films
- De film Fantastic Beasts and Where to Find Them is ontstaan uit de Harry Potter-filmreeks
- Het computerspel Jurassic Park: The Game is ontstaan uit het verhaal van de film Jurassic Park
- De televisieserie De pinguïns van Madagascar is ontstaan uit de film Madagascar
- De televisiefilm Pista! is ontstaan uit een televisieserie die weer ontstond uit de gelijknamige film Costa!
- De film Puss in Boots is ontstaan uit de Shrek-reeks.

## Spin-offs van hoorspelen
- Het boek "Snotneus Ahoy" is ontstaan uit het hoorspel Snotneus Ahoy

## Spin-offs van strips
- De avonturen van Kid Lucky is ook een spin-off uit Lucky Luke
- De stripreeks Blueberry kwam voort uit de reeks Fort Navajo
- Dagobert Duck is ontstaan uit de stripreeks Donald Duck
- Erwin, de zoon van Eric de Noorman kwam voort uit Eric de Noorman
- De stripreeksen Jerom, De grappen van Lambik, Schanulleke en Amoras zijn ontstaan uit de stripreeks Suske en Wiske
- De Marsupilami was oorspronkelijk een bijfiguur in de reeks Robbedoes en Kwabbernoot en kreeg later zijn eigen serie
- De stripreeks Nero ontstond uit De avonturen van detective Van Zwam
- Popeye is ontstaan uit de stripreeks Thimble Theatre
- Rataplan uit Lucky Luke kreeg later zijn eigen stripreeks
- De strip De Smurfen is ontstaan uit de strip Johan en Pirrewiet
- Vertongen & Co is een spin-off van F.C. De Kampioenen
- Fanny K is een spin-off van De Kiekeboes

## Spin-offs van televisieseries
- 90210 en BH90210 zijn ontstaan uit Beverly Hills, 90210
- After MASH is ontstaan uit M*A*S*H
- All Grown Up! en Angelica and Susie's Pre-School Daze zijn ontstaan uit Ratjetoe
- Angel is ontstaan uit Buffy the Vampire Slayer
- Baywatch Nights is ontstaan uit Baywatch
- Becoming Human is ontstaan uit Being Human
- Ben 10: Ultimate Alien is ontstaan uit Ben 10: Alien Force, dat op zijn beurt weer ontstaan is uit Ben 10
- Bergen Binnen is ontstaan uit Oppassen!!!, zoals die weer ontstond uit Zeg 'ns Aaa
- Better Call Saul is ontstaan uit Breaking Bad
- Booker is ontstaan uit 21 Jump Street
- Boston Legal is ontstaan uit The Practice
- Checkpoint top 5 is ontstaan uit Checkpoint
- C.I.D. Kolkata Bureau is ontstaan uit CID
- The Cleveland Show is ontstaan uit Family Guy
- Cory in the House is ontstaan uit That's So Raven
- Crusade is ontstaan uit Babylon 5
- CSI: Miami, CSI: NY en CSI: Cyber zijn ontstaan uit CSI: Crime Scene Investigation
- Dave het huis uit, Dave en Dien op Ibiza en Dave en Donny op expeditie zijn ontstaan uit De Roelvinkjes
- De beste zangers unplugged is ontstaan uit De beste zangers van Nederland
- The Facts of Life is ontstaan uit Diff'rent Strokes
- Ferry (film) en Ferry (televisieserie) zijn ontstaan uit Undercover
- The Flash, Legends of Tomorrow en Batwoman zijn ontstaan uit Arrow
- Flikken Maastricht en Flikken Rotterdam zijn ontstaan uit Flikken
- Frasier is ontstaan uit Cheers
- Galactica 1980 is ontstaan uit Battlestar Galactica
- George & Mildred en Robin's Nest zijn ontstaan uit Man About the House
- Helluva Boss is ontstaan uit Hazbin Hotel
- The Hills is ontstaan uit Laguna Beach
- Het Huis Anubis en de Vijf van het Magische Zwaard is ontstaan uit de televisieserie Het Huis Anubis
- Interflix is ontstaan uit Postbus X, dat op zijn beurt weer ontstaan is uit Merlina, dat op zijn beurt weer ontstaan is uit De Opkopers
- The Jeffersons, Maude, Archie Bunker's Place en Gloria zijn ontstaan uit All in the Family
- Joey is ontstaan uit Friends
- K-9 and Company, Torchwood, The Sarah Jane Adventures, K-9, en Class zijn ontstaan uit Doctor Who
- Law & Order: Criminal Intent en Law & Order: Special Victims Unit zijn ontstaan uit Law & Order
- De Legende van Korra is ontstaan uit Avatar: De Legende van Aang
- Masked Rider is ontstaan uit Mighty Morphin Power Rangers
- Melrose Place is ontstaan uit Beverly Hills, 90210
- Michella rijdt door is ontstaan uit De slechtste chauffeur van Nederland
- Millennium en The Lone Gunmen zijn ontstaan uit The X-Files
- Models Inc. is ontstaan uit Melrose Place
- Monstars Evolution is ontstaan uit Yu-Gi-Oh! GX, zoals die weer ontstond uit Yu-Gi-Oh!
- De filmserie The Naked Gun is ontstaan uit de televisieserie Police Squad!
- NCIS: Los Angeles, NCIS: New Orleans, NCIS: Hawaiʻi en NCIS: Sydney zijn ontstaan uit NCIS, dat op zijn beurt ontstond uit JAG
- The New Avengers is ontstaan uit The Avengers
- Nieuwe Tijden is ontstaan uit Goede tijden, slechte tijden
- The Originals is ontstaan uit The Vampire Diaries
- Private Practice is ontstaan uit Grey's Anatomy
- Ravenswood is ontstaan uit Pretty Little Liars
- Rhoda, Phyllis en Lou Grant zijn ontstaan uit The Mary Tyler Moore Show
- Saved by the Bell is ontstaan uit Good Morning, Miss Bliss
- The Showbiz Show is ontstaan uit Saturday Night Live
- The Simpsons is ontstaan uit The Tracey Ullman Show
- Star Trek: Voyager en Star Trek: Deep Space Nine zijn spin-offs van Star Trek: The Next Generation
- Stargate Atlantis en Stargate Universe zijn ontstaan uit Stargate SG-1, die zelf ontstond uit de gelijknamige film Stargate
- Stockinger is ontstaan uit Commissaris Rex
- The Suite Life on Deck is ontstaan uit The Suite Life of Zack & Cody
- 't Vrije Schaep en 't Spaanse Schaep zijn ontstaan uit 't Schaep met de 5 pooten
- Vamos met de familie Pos is ontstaan uit Helemaal het einde!
- WITS Academy is ontstaan uit de televisieserie Verhekst!
- Xena: Warrior Princess is ontstaan uit Hercules: The Legendary Journeys
- Politie 24/7 en Kinderziekenhuis 24/7 zijn ontstaan uit Spoed 24/7
- Helden van Hier: In de Lucht is ontstaan uit Helden van Hier: Door het Vuur